# Vulfran Warmé
Pour les articles homonymes, voir Warmé.
Vulfran, Joseph, Alphonse Warmé né le 13 juillet 1797 et mort le 11 mars 1835 , à Amiens est un journaliste et homme de lettres français du début du XIXe siècle.

## Biographie
Vulfran Warmé était un parent de l'astronome Jean-Baptiste Delambre et un admirateur de Jean-Jacques Rousseau. De sensibilité républicaine, il était attaché aux idées libérales mais s'accommoda de la monarchie constitutionnelle.
Sous la Restauration, il reçut de l'Académie des sciences, des lettres et des arts d'Amiens une médaille d'or et un accessit pour son Éloge de Delambre, publié en 1824.
Il publia également des textes dans des brochures éditées dans le cadre de la campagne des élections de 1827 pour le renouvellement de la Chambre des députés :
- Pensez-y bien,
- Instructions sur la loi du 22 mars 1827,
- Dernier mot aux électeurs[3].

En 1829, Vulfran Warmé fonda La Sentinelle picarde, journal hebdomadaire libéral, paraissant le samedi, dans lequel il polémiqua avec les royalistes au sujet de la politique religieuse et scolaire.
Il participa activement à l'action de la « Société pour l'encouragement de l'instruction élémentaire dans le département de la Somme par la méthode de l'enseignement mutuel », fondée le 15 mai 1817 sous l'impulsion du comte de Lezai-Marnésia, préfet de la Somme (1816-1817). Cet enseignement mutuel avait pour mission de dispenser un enseignement primaire dans trois écoles payantes dont une pour les filles et une école modèle gratuite pour tout le département de la Somme, ouverte naturellement aux enfants des catégories sociales les plus pauvres.
Sous la direction de Vulfran Warmé, se créa à Amiens, l’École normale, inaugurée en octobre 1831.

## Hommage posthume
- Amiens : une rue, proche de la gare du Nord d'Amiens, porte son nom[note 1].